# Matija Antun Relković

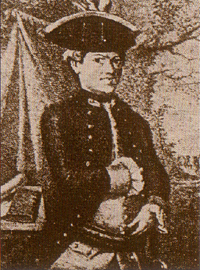
Matija Antun Relković

Matija Antun Relković, född 6 januari 1732 i Davor, död 22 januari 1798 i Vinkovci, var en kroatisk författare.
Relković var den förste världslige författaren i Slavonien, deltog i sjuåriga kriget och adlades 1785 av Josef II med namnet von Ehrendorf. Hans förnämsta pedagogiska verk, Satir iliti divji covik (1762), gisslade i rationalistisk anda vidskepliga föreställningar och verkade kraftigt för upplysning enligt Josef II:s åskådning. Denna bok, som är skriven i versform, var på sin tid den populäraste i Slavonien och utgick i flera upplagor. Dessutom skrev han en Nova slavonska i nimacka gramatika (1767) samt översättningar av Faidros och Aisopos fabler.